# Обренович, Мария
Мария Обренович (серб. Марија Обреновић, 1831, Яссы — 16 июля 1876, Дрезден), урождённая Елена Мария Катарджу (рум. Elena Maria Catargiu) — супруга сербского офицера Милоша Обреновича, сына Ефрема Обреновича. Дочь молдавского боярина Константина Катарджиу. Мать первого сербского короля Милана Обреновича.
Вскоре после рождения Милана Обреновича Мария развелась со своим мужем. Позднее она стала любовницей первого правителя объединённой Румынии Александру Иоана Кузы, которому родила двоих внебрачных сыновей: Александра и Дмитрия. Детей усыновила жена Александра Елена, страдавшая от бесплодия. В 1866 году их роман завершился, и она уехала в Дрезден. Там 16 июля 1876 года Мария покончила жизнь самоубийством. Её прах покоится в семейной гробнице Катарджиу в Яссах. Ранее она была похоронена в православной церкви Святого Спиридона.